# Phyllanthus caymanensis
Phyllanthus caymanensis är en emblikaväxtart som beskrevs av Grady Linder Webster och George Richardson Proctor. Phyllanthus caymanensis ingår i släktet Phyllanthus och familjen emblikaväxter.
Artens utbredningsområde är Caymanöarna. Inga underarter finns listade i Catalogue of Life.